# Pedro Romero (Radsportler)
Pedro Romero Ocampo (* 4. Juni 1982 in Plasencia) ist ein spanischer Radrennfahrer.
Pedro Romero begann seine internationale Karriere 2005 bei dem spanischen Continental Team Spiuk. In seiner zweiten Saison dort konnte er die Gesamtwertung der Vuelta a Extremadura für sich entscheiden. 2007 gewann er eine Etappe beim Circuito Montañés und wurde Vierter der Gesamtwertung. Nach der Saison 2009 widmete er sich dem Mountainbikerennen und gewann 2016 die Silbermedaille bei den spanischen Meisterschaften.

## Erfolge
2006
- Gesamtwertung Vuelta a Extremadura

2007
- eine Etappe Circuito Montañés

2016
- Spanische Mountainbikemeisterschaften

## Teams
- 2005 Spiuk-Semar
- 2006 Spiuk-Extremadura
- 2007 Extremadura-Spiuk
- 2008 LA-MSS
- 2009 Centro Ciclismo de Loulé-Louletano